# Dämpfen (Textil)
Das Dämpfen ist ein Veredelungsverfahren für Stoffe und Textilien. Dabei wird das Gewebe mit Wasserdampf behandelt und dadurch geglättet.

## Manuelles Dämpfen
Im Haushalt, in Schneidereien sowie bei Textilreinigern wird Stoff oder Kleidung mit einem feuchten Tuch und einem Bügeleisen bzw. einer Bügelmaschine abgedämpft. Dabei wird das feuchte Tuch auf einen Stoffteil gelegt, das Bügeleisen kurz aufgesetzt und dann an die nächste Stelle gehoben. Das Hin- und Her-Bewegen des Bügeleisens sollte nur mit Vorsicht angewendet werden, da sich dabei der Webverbund verziehen könnte. Der durch die Hitze des Bügeleisens entstehende heiße Dampf glättet das Gewebe und beseitigt Falten bzw. erzeugt diese an gewünschter Stelle (z. B. Bundfalte).
Durch Dampf-Bügeleisen kann eine ähnliche, wenn auch geringere, Wirkung erzielt werden. Da das Dämpfen mit feuchten Tüchern einen größeren Aufwand darstellt, kommt ihm nur noch untergeordnete Bedeutung zu.

## Industrielles Dämpfen
Das industrielle Dämpfen von Textilien dient der Wiederherstellung des natürlichen Feuchtigkeitsgehaltes der Fasern, da dieser meist durch vorhergegangene Verfahren verloren ging. Dadurch werden Falten und Spannungen beseitigt und das Knittererholungsvermögen verbessert. Griff und Aussehen werden positiv beeinflusst und dadurch die Optik verbessert. Auch wird durch das Quellen der Fasern eine Volumensteigerung erzielt und nachfolgende Waschbehandlungen erleichtert.
Der Produktionsschritt des Dämpfens ähnelt dem Dekatieren. Bei beiden Methoden findet Wasserdampf und Hitze Anwendung, der Unterschied liegt darin, dass beim Dämpfen ohne Druck gearbeitet wird. Deshalb wird das Dämpfen manchmal auf Dekatiermaschinen, eben ohne Druck, durchgeführt. Auch kombinierte Geräte, wie Kalander-/Dämpfmaschinen sowie Krumpf-/Dämpfmaschinen finden häufig Anwendung.
Bei einer Dämpf-Anlage wird der Stoff mittels einer Fördereinrichtung kontinuierlich in einen Tunnel gefahren, worin sich eine gesättigte Dampfatmosphäre befindet, nach dem Tunnel wird der Dampf abgesaugt und der Stoff nach Verlassen der Maschine gefaltet bzw. gerollt. Die Zusammensetzung der Dampfatmosphäre, Temperatur und Fördergeschwindigkeit des Stoffes werden je nach gewünschtem Ergebnis eingestellt.
Die Veredelung von Textilien durch Dämpfen ist einer der letzten Arbeitsschritte bei deren Herstellung und wird der thermischen Appretur zugeordnet.